# Nuffic

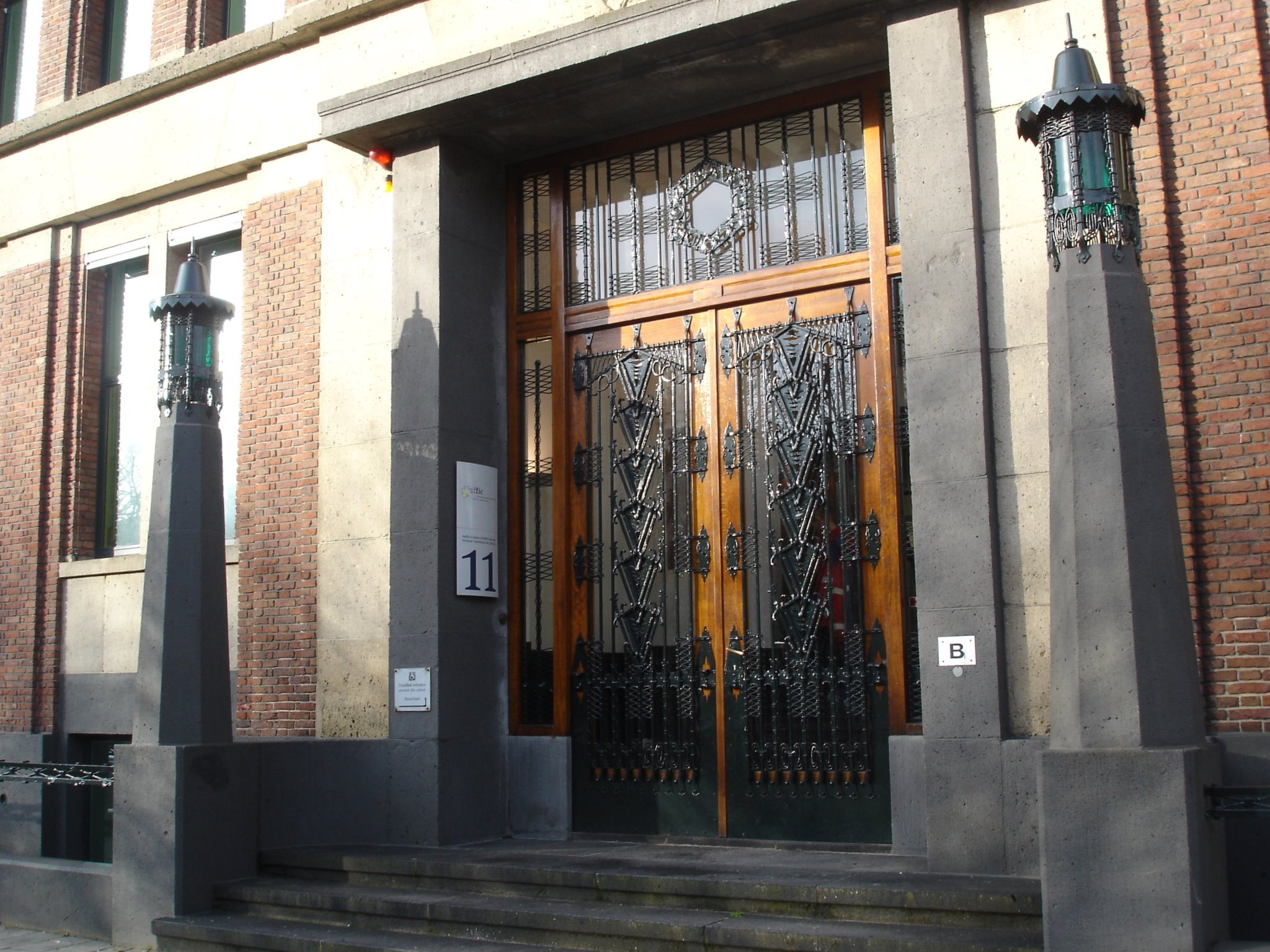
Hoofdkantoor van Nuffic, Den Haag

Nuffic - oorspronkelijk een letterwoord voor Netherlands Universities Foundation For International Cooperation -  is de Nederlandse organisatie voor internationalisering in onderwijs. Het is een onafhankelijke non-profitorganisatie gevestigd in Den Haag.
De belangrijkste subsidieverstrekkers zijn het Nederlandse ministerie van Buitenlandse Zaken en het Nederlandse ministerie van Onderwijs, Cultuur en Wetenschap. Nuffic speelt een belangrijke rol in het bevorderen van internationale samenwerking in het onderwijs tussen Nederland en andere landen.

## Geschiedenis
Nuffic werd op 11 januari 1952 opgericht door de president-curatoren van alle toenmalige Nederlandse universiteiten. Doel was vooral om Engelstalig onderwijs te organiseren voor studenten uit recent onafhankelijk geworden ontwikkelingslanden. Binnen Nuffic werd daarvoor bijvoorbeeld het Institute of Social Studies (ISS) opgericht, maar dat werd in 1956 onafhankelijk van Nuffic. De latere rol van Nuffic in de ontwikkelingssamenwerking – beheer van programma’s voor beursverlening en institutionele samenwerking – vond hier zijn wortels. De eerste voorzitter van Nuffic was Prins Bernhard.
Nadat Koningin Wilhelmina naar Paleis Het Loo verhuisd was, betrok Nuffic het Paleis Noordeinde, waar het tot 1977 kantoor hield. Sinds 1993 is Nuffic evenals het ISS gevestigd in het voormalige PTT-gebouw aan de Kortenaerkade in het centrum van Den Haag.
In de loop der jaren kreeg Nuffic er tal van taken bij. Sinds 1958 hield zij zich bezig met diplomawaardering en onderwijsvergelijking. De bemoeienis met inter-Europese onderwijssamenwerking begon sterk te groeien in de jaren tachtig met stimuleringsprogramma’s van EEG en de Nederlandse overheid. Zo is Nuffic onder meer verantwoordelijk voor grote subsidieprogramma’s zoals het Orange Knowledge Programme en Erasmus+.
Omdat de oorspronkelijke betekenis van het initiaalwoord Nuffic de lading niet meer dekte, is Nuffic tegenwoordig de eigennaam voor de organisatie, die zich presenteert als "de Nederlandse organisatie voor internationalisering in onderwijs". In 2015 fuseerde Nuffic met het Europees Platform dat een vergelijkbare doelstelling had voor basis en voortgezet onderwijs. Van 2015 tot begin 2017 heette de organisatie dan ook: EP-Nuffic. Vanaf maart 2017 is het opnieuw: Nuffic.
Directeur-bestuurder van Nuffic van 2012 tot april 2021 was Freddy Weima. Nadat Lem van Eupen korte tijd zijn werkzaamheden had waargenomen, werd Titia Bredée in augustus 2021 directeur. Nuffic heeft zo'n 300 medewerkers.

## Activiteiten
Nuffic richt zich op de volgende activiteiten:
- het beheren van programma’s in opdracht van de Nederlandse overheid en de Europese Unie, waaronder het Erasmusplus-programma;
- het bevorderen van internationale ervaring onder leerlingen in alle onderwijssectoren;
- het versterken van de positie en bekendheid van het Nederlandse hoger onderwijs en wetenschappelijk onderzoek;
- het waarderen van diploma’s en het bevorderen van de transparantie van onderwijssystemen;
- het bundelen en ter beschikking stellen van kennis en expertise.